# Wzgórze Fryderyki
Wzgórze Fryderyki (niem. Friederikenhöhe, 165 m n.p.m.) – wzgórze położone w południowo-zachodniej Polsce na Wysoczyznie Lubińskiej.
Wzgórze leży w dolinie Czarnej Wody, przy granicy rezerwatu przyrody Czarne Stawy.

## Wieża widokowa
Wieża widokowa na Wzgórzu Fryderyki (niem. Aussichtsturm auf der Friederikenhöhe) postawiona w lesie około 5 km na południowy-zachód od pałacu w Chocianowie. Wieża została wbudowana w stylu neogotyckim w XIX w. na cześć hrabiny Friederike von Reichenbach-Goschütz (1740–1814), żony właściciela pałacu Wilhelma Christopha Gottloba zu Dohna-Schlodien (1724–1787) i matki Wilhelma Augusta zu Dohna-Schlodien (1769–1837).